# Canton d'Autrey-lès-Gray
Le canton d'Autrey-lès-Gray est un ancien canton français situé dans le département de la Haute-Saône et la région Franche-Comté.

## Géographie
Ce canton était organisé autour d'Autrey-lès-Gray dans l'arrondissement de Vesoul. Son altitude variait de 187 m (Essertenne-et-Cecey) à 299 m (Vars) pour une altitude moyenne de 211 m.

## Administration

### Conseillers d'arrondissement (de 1833 à 1940)
Le canton d'Autrey appartenait à l'arrondissement de Gray, jusqu'à sa disparition en 1926.
| Période                                  | Période | Identité                      | Étiquette                    | Qualité |
| ---------------------------------------- | ------- | ----------------------------- | ---------------------------- | --- |
| 1833                                     | 1842    | Joseph Marie Thérèse Crestin  |                              | Propriétaire, maire de Bouhans                                                                              |
| 1842                                     | 1848    | Baron Jean-Baptiste Charnotet |                              | Général de brigade, propriétaire à Autrey                                                                   |
|                                          |         |                               |                              | |
| 1919                                     | 1922    | M. Poizot                     | Conservateur                 | |
| 1922                                     | 1928    | Auguste Bépoix                | RG                           | Architecte à Gray                                                                                           |
| 1928                                     | 1940    | Henri Bouillot                | Union nationale républicaine | Propriétaire à Autrey-lès-Gray                                                                              |
| 1940                                     |         |                               |                              | Les conseils d'arrondissement ont été suspendus par la loi du 12 octobre 1940 et n'ont jamais été réactivés |
| Les données manquantes sont à compléter. |         |                               |                              | |

### Conseillers généraux de 1833 à 2015
| Période | Période          | Identité              | Étiquette       | Qualité                                                                     |
| ------- | ---------------- | --------------------- | --------------- | --------------------------------------------------------------------------- |
| 1833    | 1848             | Jean-Baptiste Dornier |                 | Propriétaire, maître de forges, fondateur de l'hospice d'Oyrières           |
| 1848    | 1871             | Joseph Antoine Mongin |                 | Avocat à Chargey-lès-Gray                                                   |
| 1871    | 1888 (démission) | Dominique Barat       | Républicain     | Avocat et avoué à Gray                                                      |
| 1888    | 1907             | Paul Régnaud          | Républicain     | Professeur à la Faculté des lettres de Lyon Propriétaire à Mantoche         |
| 1907    | 1908 (démission) | Abel Giraud           |                 | Géomètre, Mantoche                                                          |
| 1908    | 1919             | François Petit        | Rad.            | Négociant à Gray                                                            |
| 1919    | 1932             | Marie-Eusèbe Roussel  | Union nationale | Directeur d'usine - Maire d'Auvet                                           |
| 1932    | 1940             | Gustave Sébille       | Rad.            | Négociant Maire d'Autrey-lès-Gray Nommé conseiller départemental en 1943    |
|         |                  |                       |                 |                                                                             |
| 1945    | 1961             | Gustave Sébille       | Rad.            | Négociant Maire d'Autrey-lès-Gray                                           |
| 1961    | 1979             | Marcel Vernillet      | RI puis UDF-PR  | Maire de Mantoche                                                           |
| 1979    | 2011             | Henri Blanchot        | PS              | Agriculteur à Mantoche                                                      |
| 2011    | 2015             | Alain Blinette        | UMP             | Professeur Maire de Rigny Elu en 2015 dans le Canton de Dampierre-sur-Salon |

## Composition
| Fresne Scey Dampierre Champlitte Champagney Faucogney Lux St-Sauveur Mélisey Rioz Marnay Gy Autrey Gray Montbozon Saulx Port-s-Saône Combeauf. Vitrey Jussey Vauvillers St-Loup Amance Lure-Nord Lure-Sud Villersexel V.E. V.O. Noroy H.O. H.E. Pesmes |

Le canton d'Autrey-lès-Gray groupe 17 communes et compte 4 914 habitants (recensement de 1999 sans doubles comptes).
| Nom                            | Code Insee | Intercommunalité       | Population (dernière pop. légale) |
| ------------------------------ | ---------- | ---------------------- | --------------------------------- |
| Autrey-lès-Gray (chef-lieu)    | 70041      | CC Val de Gray         | 390 (2014)                        |
| Attricourt                     | 70032      | CC Val de Gray         | 40 (2014)                         |
| Auvet-et-la-Chapelotte         | 70043      | CC Val de Gray         | 247 (2014)                        |
| Bouhans-et-Feurg               | 70080      | CC Val de Gray         | 268 (2014)                        |
| Broye-les-Loups-et-Verfontaine | 70100      | CC Val de Gray         | 113 (2014)                        |
| Chargey-lès-Gray               | 70132      | CC Val de Gray         | 765 (2014)                        |
| Écuelle                        | 70211      | CC Val de Gray         | 78 (2014)                         |
| Essertenne-et-Cecey            | 70220      | CC Val de Gray         | 410 (2014)                        |
| Fahy-lès-Autrey                | 70225      | CC Val de Gray         | 113 (2014)                        |
| Lœuilley                       | 70305      | CC Val de Gray         | 112 (2014)                        |
| Mantoche                       | 70331      | CC Val de Gray         | 463 (2014)                        |
| Montureux-et-Prantigny         | 70371      | CC des Quatre Rivières | 203 (2014)                        |
| Nantilly                       | 70376      | CC Val de Gray         | 488 (2014)                        |
| Oyrières                       | 70402      | CC Val de Gray         | 392 (2014)                        |
| Poyans                         | 70422      | CC Val de Gray         | 139 (2013)                        |
| Rigny                          | 70446      | CC Val de Gray         | 599 (2014)                        |
| Vars                           | 70523      | CC Val de Gray         | 197 (2014)                        |

## Démographie
| 1962  | 1968  | 1975  | 1982  | 1990  | 1999  | 2006  | 2011  | 2012  |
| ----- | ----- | ----- | ----- | ----- | ----- | ----- | ----- | ----- |
| 4 460 | 4 464 | 4 395 | 4 590 | 4 703 | 4 914 | 5 144 | 5 163 | 5 135 |